# 巡回説教者
巡回説教者（じゅんかいせっきょうしゃ、circuit preacher）は、牧師の数が不足している地域において、複数の教会を巡回しながら、それぞれの教会における務めを果たすキリスト教の牧師。
巡回説教者は、19世紀前半の第二次大覚醒から19世紀後半の第三次大覚醒にかけてのアメリカ合衆国において、広く一般化した。この制度は、19世紀を通して入植地の西漸が進んだアパラチア山脈以西で、最も普及が進んだ。建国初期のアメリカ合衆国においては、多くの教会が恒常的な主任牧師やそれに代わる組織をもっていなかった。このため、個々の牧師の個人的希望にかかわらず聖職者を任命配置する組織形態をとっていたメソジスト監督教会は、牧師たちに辺鄙なフロンティアの巡回を命じた。こうした牧師たちは巡回者/サーキット・ライダー(circuit rider)と称された。
やがて合衆国の人口が増加し、都市地域が勃興していくと、多くの信徒は巡回対象にならない十分に大きな教会の会衆となっていったが、人口が少ない農村部の地域では、ひとりの牧師を複数の教会で支える方が経済的であり、小さな教会では専任の牧師ひとりを雇うだけの「仕事」が生じないことから、巡回説教者の制度が維持された。巡回説教者は、（「素人」ではない)「訓練を受けた」聖職者を小規模な会衆のために用意する手法であり、21世紀になっても、特に合衆国の農業地域においては、様々な宗派の小規模な会衆が聖職者を共有する方法として、依然として一般的である。
カタリーナ・シュス(Katarina Schuth)は、複数の教区に奉仕するカトリック司祭の社会学的研究を発表しているが、その知見の一部は、巡回説教者にも当てはまる。